# Paola (Italia)
Paola (Pàula in calabrese) è un comune italiano di 15 229 abitanti della provincia di Cosenza in Calabria.
È principalmente conosciuta per aver dato i natali a san Francesco da Paola.

## Geografia fisica
Il comune di Paola (da pābula, plurale latino di pābulum, «pascolo») confina lungo la costa a nord con il territorio di Fuscaldo, a sud con San Lucido e all'interno con Montalto Uffugo e San Fili. Copre una superficie di 42,88 km² e si articola su un profilo altimetrico compreso tra 0 e 1389 metri sul livello del mare (monte Cozzo Cervello). La città è dotata di un importante scalo ferroviario.
- Classificazione climatica: zona C, 1033 GR/G
- Classificazione sismica: zona 2 (sismicità medio-alta)

## Storia

### Simboli
Lo stemma di Paola, riconosciuto con il D.P.C.M. del 14 agosto 1954 è un'effige di san Francesco da Paola in atteggiamento di estasi su sfondo azzurro, con ornamenti esteriori da Città.
Il gonfalone municipale, concesso con decreto del presidente della Repubblica del 9 aprile 1955, è un drappo azzurro.

## Monumenti e luoghi d'interesse
La cittadina è una delle mete del turismo religioso in Calabria.

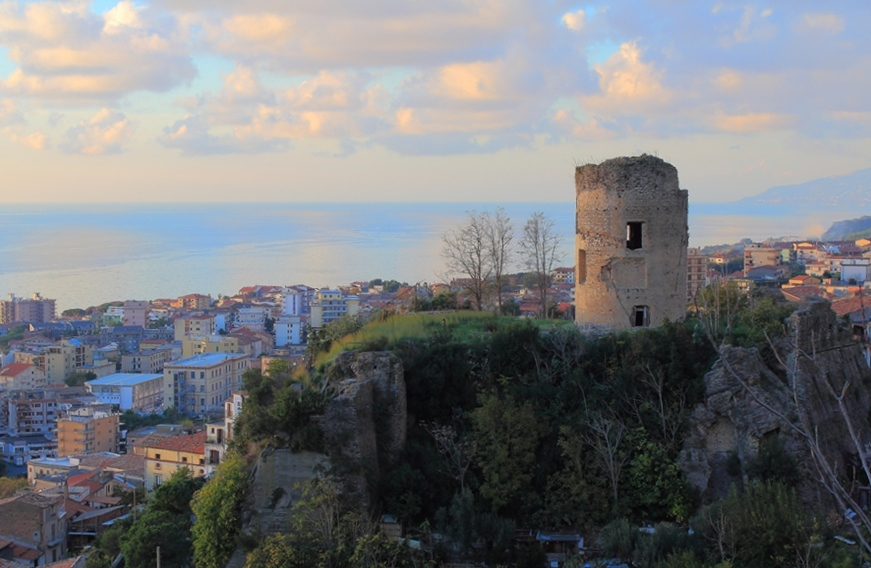
Castello di Paola (CS)

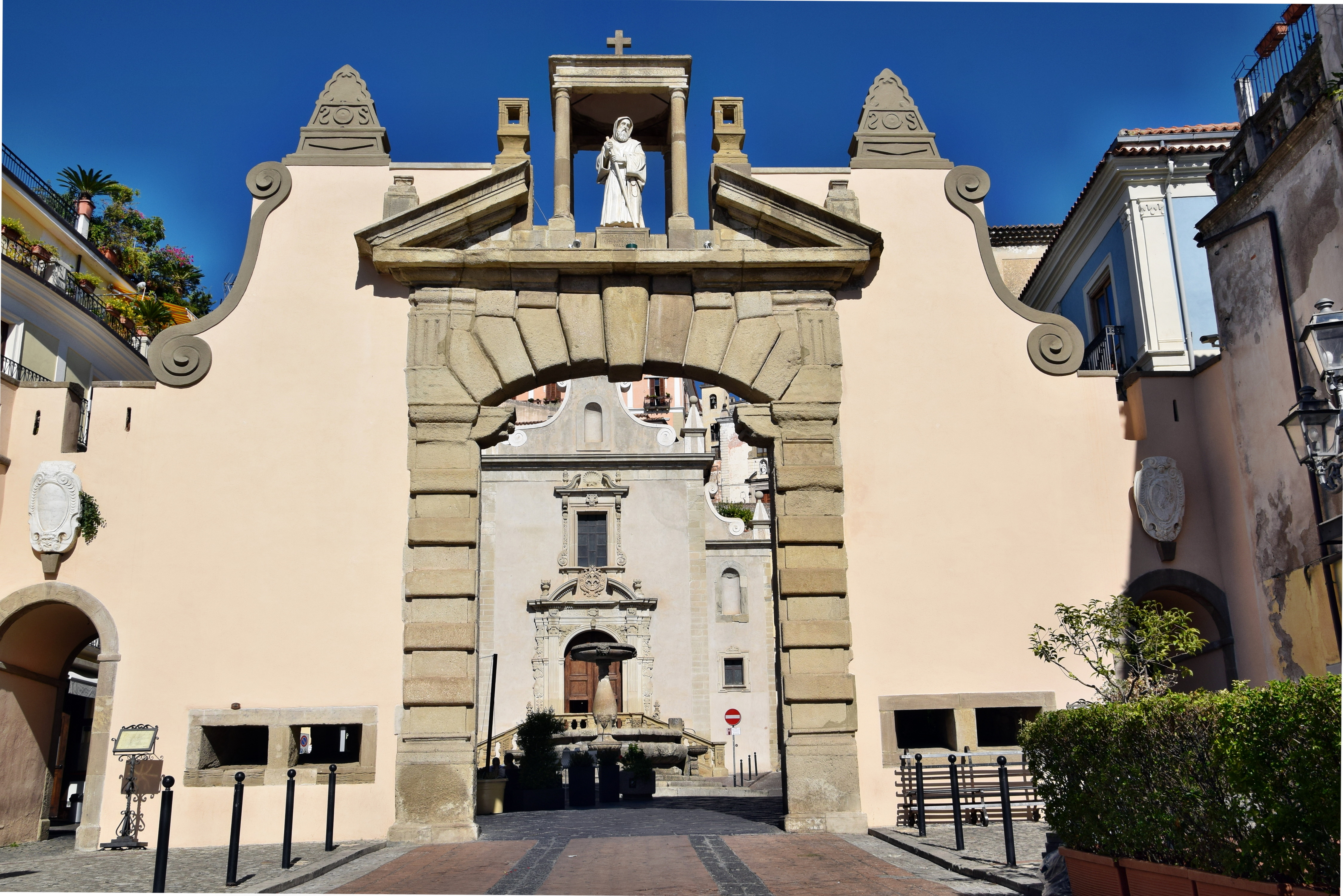
Arco di San Francesco da Paola

Fra i principali luoghi di interesse si segnalano il Santuario di San Francesco, la Badia, la chiesa di Sotterra (nella località omonima — già Gaudimare — con i suoi dipinti, di cui quelli più antichi variamente datati al VII secolo), le rovine romane, il Palazzo Scorza e il castello di Paola.
Il 27 marzo si celebra la nascita di san Francesco di Paola, mentre il 2 aprile (festa canonica del Santo di Paola) la morte. I solenni festeggiamenti in onore di san Francesco si tengono nei giorni 1-4 maggio, con diverse processioni a terra e a mare del busto del Santo e del mantello. La tradizione vuole che un barcaiolo si rifiutò di traghettare san Francesco dalla costa calabra a Messina e il Santo attraversò lo stretto con il proprio mantello. San Francesco è stato proclamato, oltre patrono della Calabria, anche patrono della gente di mare. Il 4 maggio 2008 si sono conclusi i festeggiamenti per il V centenario dalla sua morte.
In merito agli elementi di pregio storico-religioso e culturale occorre ricordare che il XVI secolo fu senz’altro il periodo d’oro per Paola, grazie specialmente a san Francesco, i cui fedeli provenivano da ogni parte della Calabria. Per questo motivo si ebbe un incremento urbanistico notevole per quei tempi. La città, espandendosi, venne abbellita nei palazzi, nelle strade e nelle fontane. In poco meno di un secolo si delineò una febbrile attività edilizia ed artistica.
Oltre al santuario di San Francesco di Paola, le chiese e i conventi presenti a Paola sono numerosi:
- Chiesa di Sotterra
- Chiesa della Madonna del Carmine
- Chiesa di San Michele
- Convento Badia
- Duomo
- Convento di Sant'Agostino
- Chiesa di San Giacomo maggiore
- Convento dei Cappuccini
- Chiesa di San Leonardo
- Chiesa dell'Immacolata
- Convento dei Gesuiti
- Chiesa del Rosario
- Chiesa di San Francischiello
- Chiesa di Montevergine
- Chiesa della Madonna delle Grazie
- Chiesa dell'Addolorata
- Chiesa di Santa Margherita
- Chiesa di San Giuseppe
- Chiesa di Santa Maria di Porto Salvo
- Chiesa della Madonna degli angeli
- Chiesa di Sant'Anna

Fortificazioni:
- Castello Normanno-Aragonese
- Torre del Soffio
- Torre Badia

Siti archeologici:
- C. da Cutura
- Via S. Agata

Da ricordare anche i seguenti elementi di pregio:
- Monumento ai Caduti;
- Porta di San Francesco (ingresso della città);
- I "Pisciariddi" (monumentale fontana in Piazza del Popolo);
- Torre dell'orologio;
- Casa natale del santo patrono;
- Scalinata;
- Fontana delle sette cannelle (Sette canali);
- Rocchetta (rione che si presenta con tutte le sue caratteristiche architettoniche, tra vicoli, spiazzi, loggette, archi, contrafforti e portali in pietra);
- Piazza del Popolo.

### Fontana dei sette canali
La monumentale fontana dei sette canali, a opera di artigiani locali, sorge ai piedi di una lunga scalinata e porta la data del 1636. La fontana si apre come un grande ventaglio, a ricordare la coda del pavone, simbolo della città. Originariamente si presentava con 12 buche (Abate Pacichelli); oggi è formata da due bracci, le cui pareti hanno a loro volta sette riquadri con sette protomi litici, dai quali fuoriesce l'acqua, che viene poi raccolta da un canale e riversata in una vasca semicircolare. Gli scudi in pietra, seppur consunti dal tempo, sono ancora intatti: raffigurano il simbolo del pavone e lo stemma degli Spinelli, che acquistarono Paola all'inizio del XVI secolo, governandola per circa tre secoli.

### Santuario di San Francesco

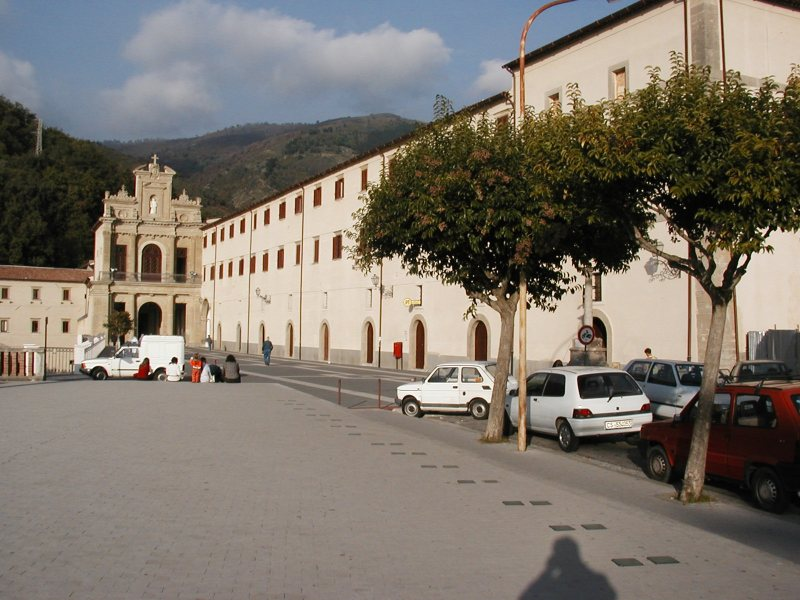
Vista dell'entrata del santuario di San Francesco di Paola

Il santuario di San Francesco di Paola sorge nella parte alta e collinare della cittadina, in una valle costeggiata dal torrente Isca e ricca di vegetazione. È meta di pellegrinaggio da tutto il sud Italia, specialmente dalla Calabria, di cui san Francesco è patrono. Custodisce parte delle spoglie del santo (le restanti si trovano a Tours in Francia).
Davanti al santuario vi è un ampio piazzale, al limite del quale si erge la facciata principale del tempio. A destra dell'ingresso principale vi è un arco tramite il quale si accede alla parte laterale del santuario, in cui si trovano l'ampia basilica moderna (inaugurata nel 2000) e la fonte della cucchiarella, alla quale sogliono bere i pellegrini. Accanto a questa è esposta una bomba inesplosa, caduta nel torrente accanto al santuario durante un bombardamento anglo-americano nel mese di agosto del 1943, che non danneggiò il santuario. Continuando si accede al ponte del Diavolo e ad un sentiero al termine del quale si trova un luogo che fu rifugio del santo nei suoi anni giovanili.
Entrando nel santuario per l'ingresso principale, si accede a due ambienti semi-aperti iniziali. Nel primo sono conservate diverse lapidi, datate fra il XVI ed il XX secolo, che ricordano varie ricorrenze ed eventi riguardanti il santuario, mentre il secondo è il vero pronao della basilica antica: a destra si trova il portale di accesso alla basilica, a sinistra vi è un affaccio sul torrente e sull'adiacente convento, ed avanti vi è l'ingresso al chiostro ed al romitorio del santo e la cella del beato Nicola.
La basilica antica, in stile romanico, risalente al XVI secolo, è composta da un'ampia aula principale piuttosto spoglia e da un'unica navata laterale a destra, lungo la quale si aprono quattro cappellette, che ha il suo culmine nella sontuosa cappella barocca che custodisce le poche reliquie di san Francesco pervenute a Paola, fra cui alcuni suoi abiti e frammenti di ossa.
Nel chiostro del santuario, chiuso verso l'esterno con vetrate, si trova il roseto del santo, che costituisce oggi un folto giardino, e ospita lungo le sue pareti interne affreschi raffiguranti i principali episodi della vita del santo, molti dei quali legati a leggende. Adiacente ad esso è il romitorio di San Francesco, un insieme di angusti spazi sotterranei che costituirono il primo nucleo di cenobio per il santo e per i suoi confratelli. Fra il chiostro e la basilica antica si erge il campanile del tempio.
Musei

Panorama notturno della città

Museo Storico Documentale e di Arte Sacra Don Salvatore Stillo
Museo di San Francesco.

## Società

### Evoluzione demografica
Abitanti censiti

### Lingue e dialetti
Il dialetto paolano è accomunato a quello della vicina Cosenza dalla mancanza di forme verbali perfette tipiche del calabrese centro-meridionale.

## Economia

### Turismo
La presenza del mare, unitamente alla bellezza dei rilievi montuosi posti nelle immediate vicinanze e alla presenza di un prestigioso santuario dedicato a san Francesco di Paola fanno della città una meta turistica di una certa importanza.

## Infrastrutture e trasporti
La città è dotata di diverse infrastrutture e linee di collegamento quali: la stazione ferroviaria posta lungo la Ferrovia Tirrenica Meridionale e punto di interscambio con la ferrovia Paola-Cosenza.
La città è attraversata dalla statale 18 lungo l'asse nord-sud dalla quale si dirama la statale 107.
In città esistono vari mezzi di trasporto quali taxi, pullman di linea e servizio urbano, nella città esiste un servizio di minibus a chiamata.

## Amministrazione

### Sindaci di Paola

#### Elezione consiliare del Sindaco (1946-1993)
| Periodo | Periodo | Primo cittadino            | Partito                     | Carica      | Note |
| ------- | ------- | -------------------------- | --------------------------- | ----------- | ---- |
| 1946    | 1952    | Sergio Pizzini             | Democrazia Cristiana        | Sindaco     |      |
| 1952    | 1956    | Emilio Carnevale           | Comitato Civico             | Sindaco     |      |
| 1956    | 1962    | Antonio Logatto            | Democrazia Cristiana        | Sindaco     |      |
| 1962    | 1964    |                            |                             | Commissario |      |
| 1964    | 1966    | Mario Carmelo Grossi       | Democrazia Cristiana        | Sindaco     |      |
| 1966    | 1967    | Ettore Carnevale           | Sinistra Cattolica          | Sindaco     |      |
| 1968    | 1969    | Francesco Marcelli         | Democrazia Cristiana        | Sindaco     |      |
| 1969    | 1973    | Alberto Stillo             | Democrazia Cristiana        | Sindaco     |      |
| 1973    | 1977    | Antonio Eboli              | Partito Socialista Italiano | Sindaco     |      |
| 1977    | 1978    | Annunziata Gallo           | Democrazia Cristiana        | Sindaco     |      |
| 1978    | 1978    |                            |                             | Commissario |      |
| 1978    | 1979    | Annunziata Gallo           | Democrazia Cristiana        | Sindaco     |      |
| 1979    | 1983    | Francesco Argentino Mileto | Democrazia Cristiana        | Sindaco     |      |
| 1983    | 1987    | Francesco Lo Giudice       | Partito Socialista Italiano | Sindaco     |      |
| 1987    | 1990    | Antonio Pizzini            | Democrazia Cristiana        | Sindaco     |      |
| 1990    | 1993    | Francesco Argentino Mileto | Democrazia Cristiana        | Sindaco     |      |

#### Elezione diretta del Sindaco (1993-oggi)
| Periodo          | Periodo          | Primo cittadino        | Partito                                                    | Carica      | Note |
| ---------------- | ---------------- | ---------------------- | ---------------------------------------------------------- | ----------- | ---- |
| 6 giugno 1993    | 27 aprile 1997   | Antonella Bruno Ganeri | Partito Democratico della Sinistra                         | Sindaco     |      |
| 27 aprile 1997   | 13 maggio 2001   | Antonella Bruno Ganeri | Partito Democratico della Sinistra Democratici di Sinistra | Sindaco     |      |
| 13 maggio 2001   | 25 maggio 2003   | Giovanni Gravina       | Forza Italia                                               | Sindaco     |      |
| 25 maggio 2003   | 27 maggio 2007   | Roberto Perrotta       | Democratici di Sinistra                                    | Sindaco     |      |
| 27 maggio 2007   | 6 maggio 2012    | Roberto Perrotta       | Indipendente di centro-sinistra                            | Sindaco     |      |
| 6 maggio 2012    | 26 giugno 2017   | Basilio Ferrari        | Il Popolo della Libertà                                    | Sindaco     |      |
| 26 giugno 2017   | 26 giugno 2022   | Roberto Perrotta       | Indipendente di centro-sinistra                            | Sindaco     |      |
| 26 giugno 2022   | 20 febbraio 2025 | Giovanni Politano      | Coalizione civica                                          | Sindaco     |      |
| 21 febbraio 2025 | 24 Maggio 2025   | Lucia Iannuzzi         |                                                            | Commissario |      |
| 25 Maggio 2025   | "In carica"      | Roberto Perrotta       | Indipendente di centro-sinistra                            | Sindaco     |      |

### Gemellaggi
- Barra do Piraí
- Fréjus
- San Giovanni in Fiore
- Paola
- Puerto Madryn
- Susa
- Assisi
- Otranto
- Bovalino

## Sport
Lo sport nella città di Paola è un valore aggiunto non indifferente, si praticano quasi tutti gli sport a livello agonistico e professionale, tra questi vi sono:
Il calcio :Ha sede nel comune la società di calcio Unione Sportiva Paolana, fondata nel 1922. Milita nel campionato regionale di Eccellenza.
La Pallavolo: sia maschile che femminile quest'ultima l'Asd Pallavolo Paola è una società sportiva fondata nel 1966, con sede nella città di Paola, svolge la propria attività nel Palazzetto dello Sport T.Maiorano. Attualmente partecipante al campionato di serie B2 Femminile, tutti i campionati under, minivolley e CAS.
Calcio a 5:  Farmacia Vincenzo Arturi Domenico sport , milita invece nel campionato di serie c1 girone A.
Basket, tennis, nuoto.
A Paola si trovano diversi centri sportivi:il gabbiano, il moby dick e il chianello sport center.